# Ian Hogg (piłkarz)
Ian Campbell Hogg (ur. 15 grudnia 1989 w Hawke’s Bay) – nowozelandzki piłkarz występujący na pozycji pomocnika. Zawodnik klubu Auckland City.

## Kariera klubowa
Hogg karierę rozpoczynał w 2006 roku w zespole Auckland City z ASB Premiership. W 2007 roku zdobył z nim mistrzostwo tych rozgrywek. Po tym sukcesie odszedł do Hawke’s Bay United. Następnie grał w Waitakere United oraz ponownie w Hawke’s Bay United. W 2009 roku po raz drugi został graczem klubu Auckland City. W 2011 roku, a także w 2012 roku zdobył z nim Klubowe mistrzostwa Oceanii.

## Kariera reprezentacyjna
W 2007 roku Hogg znalazł się w drużynie U-20 na Mistrzostwa Świata U-20, zakończone przez Nową Zelandię na fazie grupowej. W 2008 roku wraz z kadrą U-23 wystąpił na Letnich Igrzyskach Olimpijskich, z których Nowa Zelandia odpadła po fazie grupowej.
W pierwszej reprezentacji Nowej Zelandii Hogg zadebiutował 24 maja 2012 roku w zremisowanym 2:2 towarzyskim pojedynku z Salwadorem, w którym strzelił także gola. W tym samym roku został powołany do kadry na Puchar Narodów Oceanii. Zagrał na nim w zremisowanym 1:1 meczu fazy grupowej z Wyspami Salomona, a także w wygranym 4:3 spotkaniu o 3. miejsce z tą drużyną.
Hogg znalazł się w zespole Nowej Zelandii U-23 na Letnie Igrzyska Olimpijskie 2012.